# Hans Nijland
Hans Nijland (Amstelveen, 12 mei 1960) was algemeen directeur van FC Groningen van 1996 tot en met 2019 en was daarmee een van de langstzittende directeuren binnen het Nederlands betaald voetbal.

## Carrière
Nijland richtte als zelfstandig ondernemer in 1983 uitgeverij Ad Rem op. In januari 1996 verkocht hij het bedrijf, waarna hij de functie van Commercieel Manager bij FC Groningen aanvaardde.
Sinds september 1996 maakte hij deel uit van de directie van FC Groningen. Onder Nijland degradeerde FC Groningen in 1998 uit de Eredivisie en promoveerde de club in 2000 terug naar het hoogste niveau. Bij de totstandkoming van het nieuwe stadion Euroborg speelde Nijland een belangrijke rol. Na de winst van FC Groningen van de KNVB beker in 2015 werd hij verkozen tot Groninger van het Jaar. In november 2018 kondigde hij aan, aan het eind van het seizoen 2018-2019 afscheid te zullen nemen van FC Groningen. Zijn functie werd op 15 juni 2019 overgenomen door Wouter Gudde.
Hans Nijland voetbalde zelf voor VV HSC en VV Niekerk. In maart 2021 werd hij voorzitter van VV HSC.
Nijland was op 27 mei 2024 samen met Frank Paauw en Jeanet van der Laan kandidaat om bondsvoorzitter te worden van de KNVB. Tijdens de bondsvergadering werd Paauw met een minimale meerderheid verkozen als opvolger van Just Spee. 

## Persoonlijk
Nijland werd geboren in Amstelveen, maar verhuisde na een half jaar naar Hoogezand en bracht hier het grootste gedeelte van zijn jeugd door. Nijland komt uit een gezin van vier kinderen, van wie hij de oudste is. De ouders van Nijland zijn beiden geboren in de provincie Groningen. Nijland is de vader van vijf kinderen, van wie zoon Stefan Nijland ook actief was in het betaald voetbal.

## Boek
In april 2021 kwam het boek “Boerenbluf op de transfermarkt” van Tom Knipping uit. In het boek staan vooral veel belevenissen die hij als FC Groningen-directeur tijdens onderhandelingen met spelersmakelaars en spelers beleefde.